# Elgin (Iowa)
Pour les articles homonymes, voir Elgin.
Elgin est une ville du comté de Fayette, en Iowa, aux États-Unis. Elle est incorporée le 14 mars 1892.